# Mars Surveyor 98
Mars Surveyor 98 — программа NASA по исследованию климата и поверхности Марса.
В рамках программы Mars Surveyor 98 были запущены две АМС — Mars Climate Orbiter для изучения Марса с орбиты и посадочный аппарат — Mars Polar Lander. Обе станции не выполнили своей задачи, потерпев аварию во время торможения у Марса. Основной причиной провала марсианской миссии 1998 года, по заключению независимой комиссии, является недостаточное финансирование и давление сроков. По оценке независимой комиссии, проект был недофинансирован минимум на 30 % от реальной потребности.

## Хронология полёта и результаты
Mars Polar Lander был выведен в космос 3 января 1999 года с помощью РН Delta 2. 11-месячный перелёт к Марсу прошёл без особых замечаний. 23 сентября 1999 года аварией закончился выход на орбиту вокруг Марса автоматической межпланетной станции Mars Climate Orbiter, «собрата» MPL, которая должна была ретранслировать на Землю до 90 % данных. 3 декабря MPL в последний раз скорректировал свою траекторию и вошёл в атмосферу Марса. Больше ни посадочный аппарат, ни пенетраторы на связь не выходили. Поиски сигнала велись как с Земли, так и с автоматической межпланетной станции Mars Global Surveyor в течение полутора месяцев, но безрезультатно.
Дальнейшие планы изучения Марса (программа Mars Surveyor 2001) были кардинальным образом пересмотрены. Вместо орбитального аппарата и посадочной станции было решено изготовить сравнительно небольшой марсоход — Mars Exploration Rover. Новая программа увенчалась полным успехом, в рамках её были созданы и доставлены на Марс знаменитые «Спирит» и «Оппортьюнити».